# Карпократы
Карпократиа́не (др.-греч. καρποκρατιανοί; лат. carpocratiani), также карпокра́ты (лат. carpocrates; carpocras) и каниты, — последователи платоника-александрийца Карпократа (др.-греч. Καρποκράτους; II век), образовавшие в Риме около 150/160 года одну из гностических школ (сект).
Исследователь гностицизма Дж. Р. С. Мид (1863—1933) упоминает также термин «Άρποκράτης» (от бога Гарпократа, — греческой адаптации древнеегипетского Хора).

## Подробнее
Карпократ, родом из египетской Александрии, учил, что наш мир создан низшими звёздными духами, возмутившимися против истинного всеблагого божества, или безначального Отца. Его сфере причастны души человеческие, но через воображение и страстное желание внешних предметов они пленяются низшими космогоническими силами и впадают в рабство материальной природе. Последователи Карпократа, появившиеся в Риме около 150—160 года, основали там при участии некоей Марцеллины (лат. Marcellina) особую секту. Особенно сильной она была на острове Кефалония.
Разделяя с другими гностическими общинами как космогонические, так и сотериологические представления, группа Карпократа, согласно ЕЭБЕ, резко выступала против основных элементов иудаизма, считая, что ветхозаветный закон есть высшее зло, борьба против которого есть заслуга. Что необходимо на собственном опыте испытать все возможные грехи, чтобы отделаться от них от всех и получить истинную свободу. Что именно так поступили Каин, Исав и Корей — настоящие праведники, которые были оклеветаны Библией. И что Каин родился от «высшей силы», в отличие от Авеля.
Согласно В. С. Соловьёву (1853—1900), карпократы полагали, что лучший способ презирать материальный мир — это совершать все возможные плотские грехи, сохраняя свободу духа, или бесстрастие, не привязываясь ни к какому отдельному бытию или вещам и внешнюю законность заменяя внутренней силой веры и любви. Заключение евангельской притчи «ты не выйдешь оттуда (из темницы), пока не заплатишь последней полушки» (Лк. 12:59) они объясняли так, что необходимо изведать на собственном опыте все возможности греха, чтобы отделаться ото всех грехов и получить свободу. Такая огромная задача требовала для каждой души целого ряда существований. Что истинные гностики или пневматики суть те, которые в прежних существованиях уже прошли через большую часть грехов и, довершая остальные в настоящей жизни, уже не подлежат после смерти дальнейшим воплощениям, а переходят прямо в царство безначального Отца. Соловьёв отмечает, что свободная любовь или общность жён составляла главное практическое применение этой доктрины.
Карпократы имели организованное богослужение и почитали образа, происхождение которых они приписывали Пилату, пожелавшему будто бы воспроизвести лик Христа. Распространены были также изображения умершего в юности (в 17 лет) сына Карпократа, Эпифанэса (Епифана), о котором известно из «Строматов» Климента Александрийского. Свою власть над мировыми силами (греч. архонтами) карпократиане думали проявлять посредством волшебства и гадания, которыми они усердно занимались.
Впрочем, детали культа карпократиан могли быть намеренно искажены или преувеличены их оппонентами, из произведений которых мы черпаем информацию об этой школы. Однако все они сходятся на обвинении секты в либертинаже. По словам первого автора, писавшего о карпократах — Иринея Лионского — они, как и каиниты, «могли предаваться безбоязненно таким делам, которые непозволительно и называть» (схожим образом описывались способы преодоления бренности материального мира у маздакитов и вымышленной секты в рассказе Хорхе Луиса Борхеса «Богословы»).
В социальном отношении учение карпократиан и особенно Епифана рассматировалось авторами XIX—XX веков (Эрнестом Ренаном, Максом Неттлау, видевшего в нём «свободнейшую форму коммунизма и отрицание всякого писаного закона», и другими) как ранняя форма утопического коммунизма. Бог рассматривается как Творец природной гармонии, справедливость которой заключается в принадлежности мира всем населяющим его существам. Человек же, по Епифану, произвёл закон, освящающий собственность, и тем нарушил божественную справедливость. Путь к утраченной гармонии Епифан видит в отмене частной собственности.
Община пользовалась апокрифским сочинением «Евангелие Керинфа», которое, по-видимому, было произвольно переделано из Евангелия Матфея, и в этом искажённом виде принималось карпократианами. Керинф был современником Иоанна Богослова.
Среди 80-ти христианских ересей «Панариона» (ок. 378 года) последователи Карпократа занимали 27-е место, а отпочковавшиеся от них последователи Продика (адамиты) — на 52-м [значимость факта?].